# Job von Witzleben
Karl Ernst Job-Wilhelm von Witzleben (Halberstadt, 20 de julho de 1783 — Berlim, 9 de julho de 1837) foi um tenente-general prussiano, ministro de estado e ministro da guerra.

## Honrarias
- Cruz de ferro de 2ª e 1ª classe (1813 e 1814)
- Ordem da Águia Vermelha de 3ª classe (1817)
- Ordem da Águia Vermelha de 2ª classe com folhas de carvalho (1820)
- Ordem militar de Guilherme (1825)